# Tonicella blaneyi
Tonicella blaneyi is een keverslakkensoort uit de familie van de Mopaliidae. De wetenschappelijke naam van de soort is voor het eerst geldig gepubliceerd in 1905 door Dall.